# Venezuela, Cuba
Venezuela là một đô thị ở tỉnh Ciego de Ávila của Cuba. Đô thị này nằm ngay chính bắc của tỉnh lỵ Ciego de Ávila.

## Dân số
Năm 2004, đô thị Venezuela có dân số 27.333. With a total area of 716 km² (276,4 mi²), với mật độ dân số 38,2người/km² (98,9người/sq mi).